# Peter Ingemann
Peter Ingemann (* 6. November 1943 in Gävle, Schweden) ist ein dänischer Bassist und Sänger, Songschreiber, Drehbuchautor, Film- und Musikproduzent sowie gelegentlich auch Schauspieler. Ingemann gilt als einer der einflussreichsten und wohlhabendsten Rockmusiker in Dänemark.

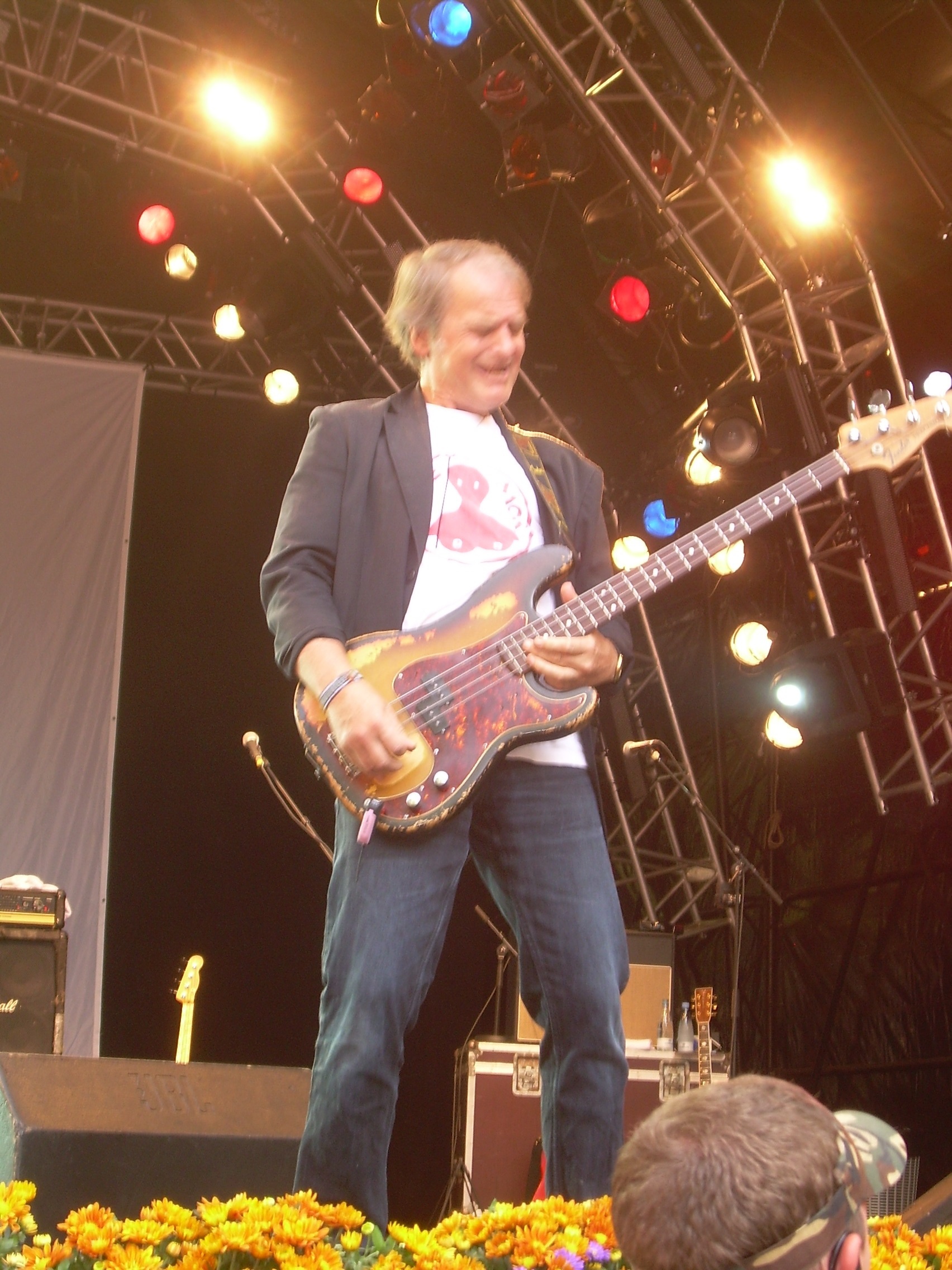
Peter Ingemann auf dem Skanderborg-Festival 2007

## Leben

### Musikalische Karriere
Peter Ingemann spielte in den späten 1960er Jahren, während er eine Ausbildung zum Buchprüfer machte, anfänglich u. a. als Gast im Contemporary Jazz Quintet mit Hugh Steinmetz, Trompete, Niels Harrit, Tenorsaxophon und Säge, und Franz Beckerlee. Im Frühjahr 1967 wurde Ingemann als Bassist Mitglied bei der kurzlebigen ambitiösen Gruppe Peter Belli & Seven Sounds mit Wili Jønsson an der Orgel. Weitere Mitglieder waren der Schlagzeuger John Wood (bald ersetzt durch Bjørn Uglebjerg) sowie der Saxofonist Peter Mandorf. Nach der Auflösung von Seven Sounds im April desselben Jahres gründete Peter Ingemann zusammen mit Ole Poulsen, Gitarre, und Bjørn Uglebjerg (1948–1994), Schlagzeug, die Gruppe U.F.O. Mit dabei waren Henrik Carlsen, Gitarre, und Ole „Frø“ Frederiksen, Keyboard. U.F.O. war Dänemarks erste Psychedelic-Rock-Band. Sie existierte nur einige Monate. Aufmerksamkeit erregte Ingemann in Dänemark mit dem psychedelisch angehauchten Power-Trio Young Flowers, das er 1967 zusammen mit Peer Frost und Jens Dahl, der schon bald durch Ken Gudman ersetzt wurde, gründete. In dieser Band blieb Ingemann bis zu deren Auflösung im Frühjahr 1970.
Über die Entstehung seiner Liedtexte sagt Ingemann:

„Das wichtigste sind […] nicht die Worte selbst, sondern dass sie gut im Mund liegen, so dass sie gesungen werden können. Bei Young Flowers benutzte ich richtig viele Texte von Walt Whitman als Vorlage. Ich habe alles gelesen, was er geschrieben hat, und das sind ja nicht einfach nur Gedichte oder Prosa, sondern lange Wortgebilde. Dan Turèll hat davon auch etwas, seine Art zu schreiben, ist auch eine gute Inspiration. Du musst Texte einrahmen, so dass sie ein Eigenleben bekommen, wenn sie mit Musik in Verbindung kommen. Geh nach dem Klang – einige Male wird das nichts, wenn aber die Worte gut im Mund liegen, dann kannst du um sie herum gut klingende Wortgruppen bilden.“

Ingemanns Lieder sind seinem Publikum so gut bekannt, dass sie bei ihm wie altbekannte Zitate wirken, sind aber auch insgesamt nur Fragmente eines umfangreichen Werks, das Spuren in der dänischen Musikkultur hinterlassen hat, weil sie von vielen Musikern zusammen mit Peter Ingemann in den verschiedensten Gruppen immer wieder gespielt worden sind. Immerhin umfasst seine Diskografie 148 Titel, was schon für sich eine herausragende Leistung ist. Er hat aber nie ein Soloalbum veröffentlicht, was er folgendermaßen begründet: „Ich gehe nicht so sehr in mir selbst auf, und der [Soloalbum-]Staffellauf ist nicht so meins.“
Für Ingemann gehören seine musikalische Entwicklung und seine politische Bewusstseinsbildung untrennbar zusammen.

„Ich habe mit dem Jazz begonnen und spielte nebenbei Tanzmusik, als da die Stacheldrahtmusik auftauchte. Die klang richtig, so ging ich ihr nach. Am meisten aus der Erkenntnis heraus, dass es etwas gab, was aus ihr folgte und was eben diese Musik überlagerte [und sie transportierte]. Heute […] kann ich sagen, was das war, das mich neugierig gemacht hat. Damals war mir das nicht bewusst. Damals war es [unreflektiertes] pures Leben, das gelebt wurde. Meine Lieblingsgeschichte aus der Zeit mit Young Flowers ist, als wir einmal auf dem Frue Plads (Frauenplatz) in Kopenhagen spielten, hielt Finn Ejnar Madsen seine berühmte Rede im Festsaal der Universität [am 1. September 1968]. Zu der Zeit ahnte ich [noch] nicht, was da passierte. […] Das erste Mal, dass ich darauf aufmerksam wurde, dass es einige Vorgänge gab, die verständlich machen könnten, was da vor sich ging, war bei Røde Mor, mit denen ich 1973 zusammenkam. Das war, als meine Band No Name begann, die Protestgruppen zu unterstützen. Bis dahin waren alle Sachen, bei denen ich dabei war – der Universitätsaufruhr, die Hausbesetzungen, Musik und Licht, das Husets-Projekt – spontane Verwirklichungen, denen ich nach Klang und Gefühl nachging. Aber mit Røde Mor wurde das in einen Verständniszusammenhang gesetzt. Die hatten meine Verstärkeranlage für ein Arrangement in Husets Buch-Café ausgeliehen, und ich erinnere mich, dass ich mich über ihre Masken und Gauklerverkleidungen wunderte. Aber als wir begannen, zusammen zu arbeiten, ging mir auf, wie ernsthaft sie waren. Mit kollektiver Selbstkritik, gemeinsamer Arbeit am künstlerischen Ausdruck – die hatten durchdacht, was sie wollten. Ich zog daraus die Erkenntnis, dass das Verhalten, was du zeigst, das, was du sein willst oder was du bist, analysiert werden kann, so dass du mehr weißt über den Zusammenhang zwischen dem, was du so schwadronierst und dem Leben, das du faktisch lebst. Wenn du glaubst, du befindest dich [in deiner Entwicklung] an einem bestimmten Punkt, deine Umwelt sieht dich aber ganz woanders, dann scher dich einen Dreck darum.“

Während eines Arbeitsprojekts von Young Flowers mit dem Jomfru Ane Teatret (Jungfrau-Ane-Theater) in Ålborg traf Ingemann 1969 den Schauspieler und Sänger Niels Skousen (* 1944 in Köln). Mit ihm formte er 1970 in Kopenhagen die Gruppe Skousen & Ingemann. Diese neue Band bestand aus Stig Møller (* 1942), Gitarre und Gesang, Claus Clement Pedersen alias Tømrerclaus (dt. etwa „Claus der Zimmermann“; * 1945), Gitarre, Tenorsaxofon und Flöte, und mit Bjørn Uglebjerg, Schlagzeug. Skousen & Ingemann waren inspiriert durch alte dänische Volksweisen sowie von der in Dänemark legendären Band Steppeulvene (Die Steppenwölfe, nach Hermann Hesses Roman Der Steppenwolf). Steppeulvene sind der Beatnik- oder Hippiebewegung zuzurechnen und Stig Møller hatte in den Jahren vor 1970 bei ihnen gespielt. Skousen & Ingemann veröffentlichten 4 LPs: Herfra hvor vi står (1971; Von hier aus, wo wir stehen) – eines der markantesten und meistgespielten Lieder aus der Zeit der Studentenbewegung –, Musikpatruljen (1972; Musikpatrouille), Lykkehjulet (1976; Glücksrad) und Forbryderalbum (1978; Verbrecheralbum).
Peter Ingemann verfolgte in den 1970er Jahren zeitgleich mehrere Musikprojekte. Es war auch ein Versuch, eine neue Band-Kultur zu etablieren, eine Art Dauer-Workshop, an dem Musiker – ohne feste Bindung an eine Gruppe – immer wieder wechseln. So erklärt sich auch sein zu Skousen & Ingemann gleichzeitiges Band-Projekt No Name, eine der ersten dänisch singenden Bands, dem er in den Jahren 1969–1973 angehörte. „Ich kam aus dem Skousen-&-Ingemann-Projekt und das, was wir machten, war ja, eine ganz andere Art, eine Band zu begreifen. Ein wenig so wie das, was die Band The William Blakes mit Kristian Leth und den „Nordsø Tvillingerne“ [Nordsø-Zwillingen Frederik und Fridolin Nordsø] heute macht – wir machten damit den Anfang, das war ein fortwährender Workshop, wo die Leute ein und aus gingen mit dem, was sie dabei hatten [an Ideen, Instrumenten und musikalischem Material].“ 1972 formte Peter Ingemann Skousen & Ingemann zur Gruppe Musikpatruljen um, in der Claus Clement Pedersen Stig Møller ersetzte. Im Frühjahr 1972 ergänzte er die Band um den Saxofonisten und Flötisten Knud Bjørnø. Musikpatruljen existierte nur bis 1973. Die Gruppe spielte Rockmusik, Folk und politische Lieder, für die er die Texte schrieb, und veröffentlichte ihr einziges Album, ebenfalls mit dem Titel Musikpatruljen, bereits im Gründungsjahr.

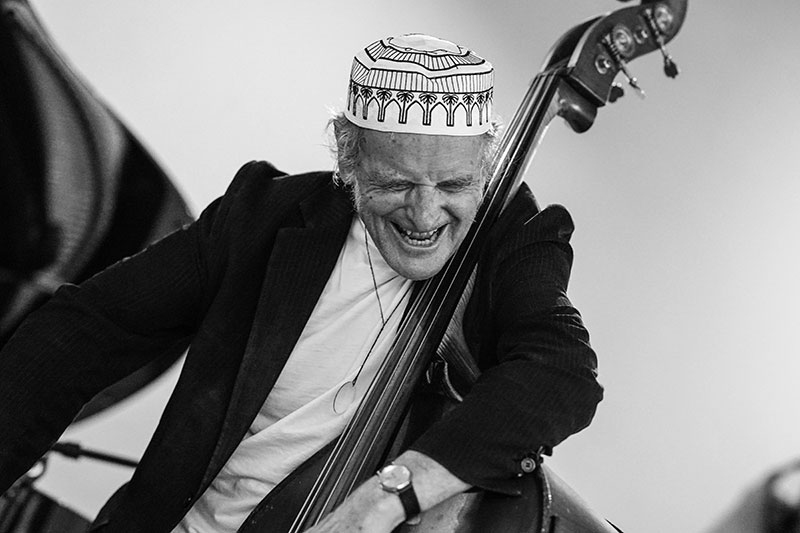
Peter Ingemann in Århus, 2018

Zusammen mit Henrik Strube (* 1949) spielte Ingemann mit No Name die LP Herfra Hvor Vi Står – Fødelandssange (Von hier, wo wir stehen – Heimatlandlieder) ein, bis er 1973 Mitglied von Røde Mor wurde. Mit dieser Kollektiv-Rockband veröffentlichte er 7 LPs. Er arbeitete auch an den Solo-Alben von Troels Trier, dem Frontmann von Røde Mor, in den Jahren nach 1978 mit.
1973 gründete er unter dem Einfluss der damals neuen Jazz/Rock-Fusionmusik die Gruppe Drops. Ursprüngliche Mitglieder waren, neben ihm selbst am Bass, Peter Strømberg, der schon bei No Name dabei war, Altsaxophon, und Jesper Thorup, Schlagzeug. Ab ihrer Premiere im April 1973 ergänzten die Band Henrik Langkilde (* 1949), Keyboard, Jesper Nehammer, Tenorsaxophon, und Poul Freiber, Gitarre. Im Dezember 1975 spielten Drops eine LP mit dem Titel ihres Gruppennamens ein. Die Gruppe wurde 1977 aufgelöst.
Ingemann wirkte 1976 bei Henrik Strubes Album Ven og Fjender (Freund und Feinde) mit. Während seiner Zeit bei Røde Mor spielte Ingemann nebenbei mit Copenhagen Jazz, u. a. mit dem Pianisten Ole Matthiesen. Nach der Auflösung von Røde Mor 1978 war er ein Jahr später kurzzeitig bei Troels Triers Trio Triers Triste Trio (Triers Trauriges Trio) dabei, einer Gruppe, deren Stil als „dekadente Cabaretmusik“ bezeichnet wurde. Danach spielte er mit Erik Grip zusammen. Ingemann war musikalisch bei Kim Larsens Lied Midt i Natten (Mitten in der Nacht) aus dem gleichnamigen Film (deutscher Titel Kopenhagen – Mitten in der Nacht) dabei und später Keyboardspieler in Larsens Gruppe Bellami (1984–1992). Mitglieder waren neben Kim Larsen, Gitarre und Gesang, unter anderem Hans Fagt, Schlagzeug, Henning Pold Christensen (* 1951), Bass, Mikkel Håkonsson (* 1967), Keyboard, Peter Ingemann, Keyboard, Thomas Grue (1952–2010), Gitarre und Per Rasmussen, Gitarre. Die Band gab 1986 die LP Forklædt som voksen (Verkleidet als Erwachsener) heraus, die das meistverkaufte dänische Album ist.
Zusammen mit der Gruppe Bellami, Kim Larsen, Erik Clausen, Leif Sylvester und vielen anderen war Ingemann 1985 mit der herumreisenden Show Cirkus Himmelblå (Zirkus Himmelblau) unterwegs – aus dem unter anderem der Himmelblau-Fonds hervorgegangen ist, der Künstler aus dem politisch linken Lager unterstützt und dessen Mitverwalter Ingemann ist. Darüber hinaus wirkte Ingemann in der Larsen-Show Kielgasten (Der Gast aus Kiel) mit, die Ende des Jahres 1989 im Privat Teatret (Privat-Theater) in Kopenhagen Premiere hatte.
Live konnte man Ingemann in den 1980er Jahren nur gelegentlich erleben; in den 1990ern trat er ab und zu mit Niels Skousen auf, aber öfter mit dem Trio Dream City in der Besetzung mit Claus Clement Pedersen, Søren Berlev (* 1950), das die „Young Flowers der 90er“ genannt wurde. Die Gruppe spielte drei CDs ein, darunter Do the Blues, eine Blues-Rock-Platte von 1993 und Syre (Säure), eine knisternde Live-Aufnahme mit klassischem Psychedelic-Rock. Dream City spielte u. a. beim Gedenkkonzert für Dan Turèll im Konzertsaal des Tivoli in Kopenhagen im Januar 1994 und beim 25-jährigen Jubiläum von Christiania im September 1996.
Peter Ingemann, Peer Frost Johannsson und Ken Gudman wurden als Gudman All Stars im Café „Drop Inn“ in Kopenhagen erstmalig am 4. Februar 2002 als Live-Gruppe zusammengebracht. Auch danach ist Peter Ingemann häufiger in dieser Spielstätte aufgetreten, wo er zusammen mit seinem Freund Stig Møller klassische Hits von Steppeulvene, Young Flowers, Skousen & Ingemann sowie aus Stig Møllers Solokarriere aufführte. Im Jahr 2007 war er mit Røde Mor bei verschiedenen Konzerten engagiert, unter anderem auf dem Skanderborg Festival. 2012, nach mehr als 40 Jahren Pause, gründeten Ingemann und Peer Frost Johannsson – bereits im Rentenalter – Young Flowers neu als Young Flowers Reunion. Den 2003 verstorbenen Ken Gudman ersetzte Søren Berlev als Schlagzeuger. Auch für diese Band schrieb Peter Ingemann die Texte und einen Teil der Musik. Young Flowers Reunion tritt weiterhin auf, zuletzt im Dezember 2021 im Drop Inn in Kopenhagen.

### Buchprüfer und Finanzberater
Seit Mitte der 1970er Jahre hat Peter Ingemann mehr Zeit für seinen bürgerlichen Job als Buchprüfer benötigt und in diesem Beruf für eine lange Reihe von Musikern und deren Musikvermarktung gearbeitet. In den 1980er Jahren bekam er in seinem Berufsleben, wie er sagt, „Klienten, die in den alten Tagen ja bloß Kameraden gewesen waren.“ Peter Ingemann, von Kim Larsen „von Kulbjerg“ (dt. ‚von Kohleberg‘, gemeint ist ‚ein Haufen Geld‘) genannt, verwaltet Finanzangelegenheiten nicht nur Larsens, sondern auch einer langen Reihe weiterer Musiker. In dieser Zeit entwickelte sich seine Haltung zum Verhältnis zwischen Musik und Geld: „Die Grundlinie der Popmusik ist, um es mit einem Zitat des U2-Sängers Bono zu sagen, ob sie [politisch gemeint] etwas zudeckt oder aufdeckt. Wenn der Kapitalismus einen Nutzen hat, der darüber hinaus geht, nur egoistisch Geld zusammenzuraffen, dann passt mir das gut. Als ich Mitglied des Christiania-Fonds wurde, […] sagte ich [dort], ich bin nicht für Eigenkapital, sondern für Gemeinschaftskapital. [Das] entspricht sehr gut meiner Haltung zur Ökonomie. Ich habe nichts dagegen, dass die Leute Geld verdienen, wenn das der Gemeinschaft dient, aber wenn sie nur sich selbst dienen, dann mache ich nicht mit.“
Seine Einstellung zur Wirtschaftlichkeit in der Musikkultur beschreibt er so: „Der ausübende [Künstler] steht ganz oben auf dem Plakat, aber ganz unten beim Budget“. Ingemann hat konkrete Strategien entwickelt, um die Künstler finanziell abzusichern, für die er als Berater arbeitet. Es geht ihm darum, ihnen einen möglichst großen, gerecht verteilten Anteil am Einkommen aus Honoraren für Engagements zu sichern. Im digitalen Zeitalter seien aber die Mechanismen, die die Höhe von Honoraren beeinflussten, so undurchschaubar, wie die Kalkulation der Künstler-Agenturen auch – „die Lizenzgebühren sind gestiegen, aber nicht so, dass damit die Steigerung, der Produktions- und Distributionskosten ganz ausgeglichen wäre. Die Lizenzgebühren sollten zum Ausgleich der Herstellungskosten im allgemeinen angehoben werden“. Hinzu komme das Anliegen des einzelnen Künstlers, für besondere Aktivitäten auf der Bühne – „den einen oder anderen Hopser auf einer Szene, in der er tanzt, singt, spielt, ein Bild zeigt oder eine Geschichte erzählt“, wie er spöttisch bemerkt – auch gesondert entlohnt zu werden: „Ich sehe die [wirtschaftliche] Form des [eigenen] Unternehmens als am vernüntigsten für Musiker an, die im Prinzip wie Tagelöhner arbeiten – gibt es einen Job, ist das gut; gibt es keinen Job, ist das nicht gut. Wenn der Künstler selbst als Geschäftsführer seiner eigenen Firma auftritt, überlässt er als z. B. Musiker seine Honorare der Firma, die ihm seinen Lohn ausbezahlt, den er selbst festsetzt. Und sein Lohn geht nicht etwa an eine Agentur, die er an seinen Honoraren beteiligen muss. Viele Künstler, die die Linken unterstützen, sind jetzt private Unternehmer.“
In Bezug auf die Kulturförderung vertritt Ingemann die Meinung, dass die Nischensparten, die ohne großes Publikum auskommen müssen, unbedingt staatlich gefördert werden sollten. Die Mainstream-Kultursparten bräuchten dagegen diese Förderung nicht: „Die Idee mit der Kulturförderung ist ja, dass Kunst stimuliert werden soll. Das scheint notwendig für das Gemeinwesen zu sein, kann aber nicht für sich allein dastehen. Und Rock ’n’ Roll ist [nicht einfach eine sehr populäre Musikrichtung, sondern] ein weitläufiges Medium mit enormer Kraft, das [thematisch] alles überspannt, von akademischen Chroniken bis zu Hooligans, – und hier ist die Entwicklung auch so, dass sich die Dinge [aus sich heraus] zuerst von selbst entwickeln, und danach werden sie als Kunst organisiert und klassifiziert [und vermarktet]. Und es kann gut sein, dass dabei ein besserer Rock 'n' Roll herauskommt. In der Kunst, die glückt – wo das Volk dabei ist – da denke ich, dass Unterstützung nicht notwendig, ja sogar bedenklich ist. Hingegen muss die Kunst, die mit Grundlagenforschung zu vergleichen ist und daher kein großes Publikum hat – beispielsweise Avantgarde- und Bebop-Jazz – die größtmögliche Unterstützung bekommen.“

### Filmschaffen
Peter Ingemann arbeitete seit Ende der 1970er Jahre in verschiedenen Funktionen an einer Reihe von dänischen Filmen mit, die vornehmlich in Skandinavien gezeigt wurden. Erfolgreichstes Werk war bislang der Film Ledsaget udgang (Begleiteter Ausgang) von 2007, der im selben Jahr beim Internationalen Filmfestival in Moskau zwei Preise gewann und auch auf den Festivals von Warschau, Reykjavik, Hamburg und Göteborg gezeigt wurde.

## Diskografie
mit Young Flowers:
- Like Birds/City of Friends (Single; 1967)
- Blomsterpistolen 1 (1968)
- Blomsterpistolen 2 (1969)

mit Young Flowers Reunion:
- Live 1969 (2002)
- DR Sessions (Danmarks Radio Sessions; 2004)
- Reunion (2015)
- On Air (2 LPs; 2018)

mit Skousen & Ingemann:
Singles:
- Isabel / Herfra Hvor Vi Står (Single) (Von hier aus, wo wir stehen; 1971)
- EEC-Blues (1971‎)

LPs:
- Herfra hvor vi står (1971)
- Musikpatruljen (Musikpatrouille; 1972)
- Lykkehjulet (Glücksrad; 1976)
- Forbryderalbum (Verbrecheralbum; 1978)

Sampler:
- Skousen & Ingemann: Med Venner (Mit Freunden; 1975)
- Skousen & Ingemann: No Name
- Gnags, Skousen & Ingemann: På Vej (Auf dem Weg) – Herfra Hvor Vi Står (1988)

mit No Name:
- Herfra Hvor Vi Står – Fødelandssange (Heimatlandlieder; 1979)

mit Bellami:
- Forklædt som voksen (Verkleidet als Erwachsener; 1986)
- Yummi yummi (1988)
- Kielgasten (Der Gast aus Kiel; 1989)

mit Dream City:
- Do the Blues (1993)
- Syre (Säure; 1996)
- Søgelys (Suchscheinwerfer; 2004)

mit Røde Mor:
- Linie 3 (1974/1975)
- Betonhjertet (Betonherz, Doppel-Live-LP; 1975)
- Hjemlig hygge (Heimatliche Gemütlichkeit; 1976)
- Sylvesters drøm, live, (Sylvesters Traum; 1978)
- Røde Mor, (EP; 2006)
- Opsamling (Sampler, CD; 2007)

mit Troels Trier:
- Rosa (1974)
- Arbejdsløs: Dansk fremmedarbejder i Sverige (Arbeitslos: Dänische Fremdarbeiter in Schweden; 1976)
- Kys Frøen (Küss den Frosch; 1977)
- Dukkehuset (Puppenhaus; 1978)
- Live – Fantastik tid (Live – Fantastische Zeit; 1980)
- Troels Trier og Escort de Luxe: Kære Garli (Troels Trier und Escort de Luxe – Liebe Garli; 1982)

mit Troels Trier und Rebecca Brüel:
- Stardust Bodega (Stardust-Kneipe; 1985)
- Bøf med løg (Beefsteak mit Zwiebeln; 1986)
- Hansen & Jensen (1987)
- Bar røv og gummisko (Nackter Arsch und Gummischuhe; 1988)
- To tykke med brød (Zwei Dicke mit Brot; 1990)
- Hoster du i nat (Hustest du in der Nacht; 1994)
- De Bedste – Troels Trier & Rebecca Brüel (1999)
- Biler på mars (Autos auf dem Mars; 2002)

## Filmografie
- Cæcilie (1968; Cäcilie) Spielfilm – Musik mit Young Flowers
- Quiet days in Clichy (1970; Stille Tage in Clichy) Spielfilm – Musik mit Young Flowers
- Universitetet Besat (1970; Universität besetzt), Dokumentarfilm – Musik mit Young Flowers
- Skæve dage i Thy (1971; Schräge Tage in Thy), Dokumentarfilm – Musik mit No Name
- Der var engang en lille dreng, som elskede karameller overalt på jorden (1972; Es gab einmal einen Jungen, der wünschte sich Karamellbonbons überall auf der Welt), Kinder-Beatmusical – Musik mit Musikpatruljen
- Dansk fremmedarbejder efter et år i Sverige (1976; Dänische Fremdarbeiter nach einem Jahr in Schweden), Dokumentarfilm – Musik mit Troels Trier und Røde Mor
- Kloden Rokker (1978; Der Globus rockt), Musikfilm – Musik mit Starfuckers, Skousen & Ingemann u. a.
- Fantastisk tid (1980; Fantastische Zeit), Dokumentarfilm – Mitwirkender
- Midt om Natten (1984; Mitten in der Nacht), Spielfilm – Co-Produzent
- Manden i Månen (1986; Der Mann im Mond), Spielfilm – Mitwirkender
- En god klovn (1989; Ein guter Clown), Dokumentarfilm – Musik
- Kielgasten – Musical (1989; Der Gast aus Kiel – Musical) mit Kim Larsen & Bellami u. a. – Co-Autor Drehbuch und Musiker
- Kielgasten (1990; Der Gast aus Kiel), Spielfilm – Co-Autor Drehbuch
- De Frigjorte (1993; Der Gefeuerte), Spielfilm – Co-Produktion; Mitwirkender; Musik
- Min Fynske Barndom (1994; Meine Kindheit auf Fünen), Dokumentarfilm – Co-Produzent
- Tango (1997), Kurzfilm – Co-Produzent
- Slip hestene løs (2000; Lass die Pferde los), Spielfilm – Produzent
- Villa Paranoia (2004; Villa Paranoia), Spielfilm – Ausführender Produzent
- Ledsaget udgang (2007; Begleiteter Ausgang), Spielfilm – Produzent
- Frihed på prøve (2010; Freiheit auf Probe), Spielfilm – Produzent
- Mennesker bliver spist (2015; Menschen werden gegessen), Spielfilm – Ausführender Produzent
- Aldrig mere i morgen (2017; Morgen nie mehr), Spielfilm – Ausführender Produzent

## Preise und Auszeichnungen
- 1967/68 PH-Preis[A 22] zusammen mit Young Flowers (Begründung: Young Flowers führt das Psychedelische in die Rockmusik ein).
- 1998 Walde-Preis der Mitglieder des Dänischen Musiker-Verbands.
- 2006 Kultur- und Solidaritätspreis der Fachvereinigung der dänischen Bau-, Erd, und Umweltarbeiteran zusammen mit Røde Mor
- 2007 Ehren-Grammy des Dänischen Music-Award und IFPI-Preis zusammen mit Røde Mor.[A 23]
- 2007 Preis der Kritik und Preis der Filmclubs der Russischen Föderation für Ledsaget udgang beim Internationalen Filmfestival in Moskau
- 2008 Preis der Grand Jury für Ledsaget Udgang beim Rouen Nordic Film Festival
- 2012 Ehrenpreis des Ken-Gudman-Mindefonds (Ken-Gudman-Gedenk-Fonds).
- 2013 Festschrift zum 70. Geburtstag.[6]
- 2014 Gelsted-Kirk-Scherfig-Preis.[A 24]
- 2017 Carl-Preis – Ehrenpreis der Dänischen Musikverleger.[A 25]